# Estádio Anacleto Campanella
Estádio Anacleto Campanella – stadion piłkarski w São Caetano do Sul, São Paulo (stan), Brazylia, na którym swoje mecze rozgrywa klub AD São Caetano.

## Historia
2 stycznia 1955 – inauguracja
28 lipca 1964 – zmiana nazwy stadionu na Lauro Gomes de Almeida (lokalnego polityka); reinauguracja
Lata 80. – stadion drużyny Saad Esporte Clube
7 maja 1984 – powrót do starej nazwy; kolejna ianuguracja
1991 – w tym roku na Estádio Anacleto Campanella zaczyna swe mecze rozgrywać AD São Caetano
11 czerwca 1998 – rekord frekwencji
1999-2000 – modernizacja
23 grudnia 2001 – drugi mecz finałowy Campeonato Brasileiro Série A; Athletico Paranaense pokonuje 1-0 AD São Caetano i zdobywa mistrzostwo